# كيرياكوس ستاماتوبولوس
كيرياكوس ستاماتوبولوس (باليونانية: Κυριάκος  Σταματόπουλος)‏ هو لاعب كرة قدم كندي ويوناني في مركز حراسة المرمى، ولد في 28 أغسطس 1979 في كالاماتا في اليونان. شارك مع منتخب كندا تحت 23 سنة لكرة القدم ومنتخب كندا لكرة القدم. أما مع النوادي، فقد لعب مع أيك سولنا وترومسو إيدريتسلاغ ونادي تورونتو ونادي فريدريكستاد ونادي لين.

## وصلات خارجية
- كيرياكوس ستاماتوبولوس على موقع الاتحاد الأوربي (الإنجليزية)
- كيرياكوس ستاماتوبولوس على موقع اتحاد السويد (السويدية)
- كيرياكوس ستاماتوبولوس على موقع الدوري الأمريكي (الإنجليزية)
- كيرياكوس ستاماتوبولوس على موقع قاعدة بيانات كرة القدم.إي يو (الإنجليزية)
- كيرياكوس ستاماتوبولوس على موقع ناشيونال فوتبول تيمز (الإنجليزية)
- كيرياكوس ستاماتوبولوس على موقع عالم كرة القدم.نت (الإنجليزية)
- كيرياكوس ستاماتوبولوس على موقع AS.com (الإسبانية)
- كيرياكوس ستاماتوبولوس على موقع IMDb (الإنجليزية)